# Jan Dahlin

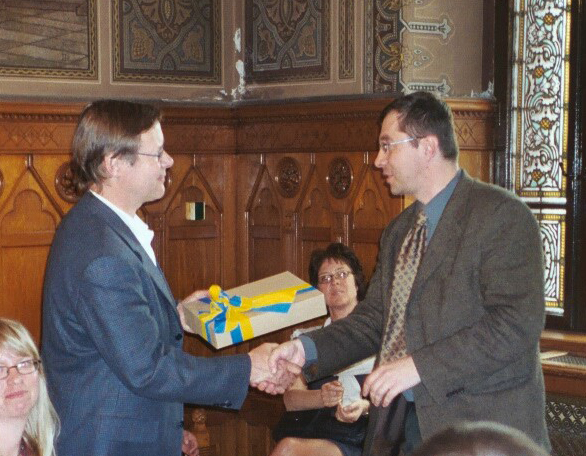
Jan Dahlin (till vänster) överlämnar en gåva till sin kollega vid det ungerska riksarkivet i samband med ett besök av svenska arkivarier i Budapest, maj 2004.

Jan Lennart Dahlin, född den 22 mars 1950 i Åseda, död den 3 juli 2009 i Lund, var en svensk arkivarie och chef för Landsarkivet i Lund 1996–2009.
Jan Dahlin var son till folkskolläraren Stig Dahlin och dennes hustru Svea, född Persson. Efter att ha avslutat sina gymnasiala studier i Växjö 1969 studerade Dahlin historia vid Lunds universitet och avlade filosofie kandidatexamen 1974. Påföljande år fick han anställning som amanuens vid Landsarkivet i Lund, en arbetsplats han skulle förbli trogen under resten av sin karriär. Här avancerade han 1977 till arkivarie, 1988 till 1:e arkivarie och 1994 till biträdande landsarkivarie innan han 1996 efterträdde Anna Christina Ulfsparre på den ordinarie landsarkivarieposten. Han hade då även parallellt med sin tjänst bedrivit forskarstudier och blev samma år som sin utnämning filosofie licentiat i historia på avhandlingen Kring framväxten av en svensk lokaliseringspolitik - småindustri och statligt företagsstöd 1930–1954.
Under Dahlins tretton år som landsarkivarie ägde en rad viktiga händelser rum. Bland annat initierades 1997 Demografisk databas södra Sverige (DDSS), en omfattande digitalisering av uppgifter ur äldre folkbokföring. Landsarkivet initierade också under denna tid, tillsammans med Region Skåne och Lunds universitet, uppförandet av Arkivcentrum Syd som stod klart 2003. Omfattande arbetsuppgifter för Landarkivet uppkom också under Dahlins chefstid genom sammanslagningen av Malmöhus och Kristianstads län med åtföljande leverans av de avslutade länsstyrelsearkiven från dessa båda myndigheter. 
Vid sidan av sin tjänst hade Jan Dahlin en lång rad uppdrag i olika organisationer. Han var bland annat ledamot av International Council on Archives (ICA), av Svenska Unescorådet och av Sydsvenska geografiska sällskapet. Vid sin bortgång hade han ganska nyligen efterträtt K. Arne Blom som ordförande i Föreningen Gamla Lund. Jan Dahlin är begravd på Hardeberga kyrkogård.